# Chiesa di San Giacomo (Sassari)
La chiesa di San Giacomo è un edificio religioso di Sassari situato all'interno di un cortile il cui ingresso prospetta in via Decimario, proprio di fronte al duomo, tra il palazzo Farina (oggi "casa del Mercante" perché a metà del XIX secolo fu proprietà dello speziale Diez), e il palazzo Manca di Mores, oggi Peretti.

## Storia
La chiesa di San Giacomo, edificata nella seconda metà del secolo XVI, è di proprietà della arciconfraternita dell'Orazione e morte, antica confraternita cittadina dedita alle opere di misericordia che accetta tra i suoi membri solo persone appartenenti alla nobiltà.
È detta anche "la Canonica" perché anticamente in un edificio adiacente ad essa, fatto costruire tra il 1438 e il 1441 dall'arcivescovo di Sassari, Pietro III Spano (1422 - 1448, fu l'ultimo arcivescovo di Torres e il primo di Sassari), era la canonica, dove il corpo capitolare della cattedrale viveva in vita claustrale. La chiesa, allora intitolata al santo Sepolcro, assolveva alle funzioni di oratorio.
Il tempio ha origini certamente più antiche, risale almeno al XIII secolo, come attesta una lapide ritrovata durante i restauri del 1907 - 1908, oggi al museo Sanna, una copia della quale è possibile vedere all'interno della chiesa murata nella parete di sinistra per chi entra dalla porta principale. In essa è scritto "+ANNO D. MCCLXVIIII H. OP. FACTV. TPR. DNI. PET. FAA. PEB.", che va così letto: ”Anno Domini 1269 hoc opus factum est tempore domini Petro Fata plebani” (Quest'opera fu fatta nell'anno del Signore 1269 al tempo del pievano Don Pietro Fata). Nel XV secolo il tempio venne riattato e consolidato. Intorno alla metà del Cinquecento i Canonici abbandonarono la vita comune e la chiesa e le sue pertinenze furono cedute nel 1568 all'Arciconfraternita dell'Orazione e Morte detta in antico del Santo Sepolcro che, tra il 1600 e il 1603, ricostruì la chiesa per ben due volte – poiché non appena terminato il primo intervento questa crollò – e le cambiò intitolazione dedicandola al proprio protettore: san Giacomo o Jago. La città contribuì alla riedificazione con 200 ducati.
La Canonica ancora per poco tempo abitata decadde rapidamente e divenne prima il Decimario (locale dove venivano versate le decime spettanti alla chiesa), quindi, nella seconda metà del XIX secolo, fu incorporata nel palazzo Manca di Mores, edificio ampliato da don Simone Manca Isolero che nel 1844 ottenne anche di poter allargare la sua casa coprendo con una volta ad arco l'ingresso del cortile della chiesa. Opera che fu realizzata nel 1907 - 1908. Sino ad allora il cancello era sormontato da un arco sul quale stava una nicchia in cui era collocato un simulacro di San Giacomo. La nicchia e la statua sono oggi alloggiate sopra la porta laterale della chiesa.

## Descrizione
Il cancello che dà accesso al cortile del tempio è sormontato da una lunetta in cui compaiono i simboli della Confraternita: la clessidra, il teschio con due ossa incrociate e una croce. Sopra la centina dell'arco, incisa in una lastra di marmo, è la scritta "Chiesa di San Giacomo". Attraversato l'archivolto ci si trova nel cortile davanti alla porta laterale del tempio sormontata da una nicchia con il simulacro di san Giacomo; il tutto disegnato dal pittore P. Bossi nel 1840. L'architrave della porta è oggi rovinato da un malaccorto restauro. Quella che abbiamo di fronte è la fiancata laterale destra, segnata da tre possenti contrafforti e da un campanile a vela molto grazioso che presenta anch'esso un teschio con due femori incrociati. Dal cortile molto bello si può vedere il retro della casa Farina, assai interessante; di particolare fascino sono le gargoille, ovvero caditoie per l'acqua piovana a forma di teste mostruose, che si possono osservare sotto il cornicione.
La facciata della chiesa è piuttosto semplice, a capanna delimitata da paraste. il timpano presenta alla base una cornice aggettante. Il portale architravato è sormontato da un arco di scarico e da un'ampia finestra centinata. In angolo con la facciata, a sinistra, è la cosiddetta casa del Rettore della metà del XIX secolo dalla facciata classicista.
L'interno presenta pianta rettangolare voltata a botte e Capilla Mayor (abside) in stile gotico, a pianta quadrangolare, voltata a crociera costolonata. Sopra l'arco di accesso ad essa si trova lo stemma di Pio X tra due angeli, ornamento in stucco realizzato all'inizio del XX secolo.
Alle pareti laterali dell'aula si trovano quattro grandi nicchie (due per lato), che fungono da cappelle laterali. La prima cappella a sinistra è dedicata al crocefisso ed ospita un altare ligneo in stile barocco, risalente al 1762 opera del sassarese Antonio Usai. Sull'altare si trova un crocifisso ligneo, databile tra il XVI e il XVII secolo. Altare e scultura provengono dalla chiesa di Santa Elisabetta (demolita nel 1904).
La prima cappella a destra è dedicata a san Maurizio e ospita un altro altare ligneo barocco, risalente al XVIII secolo, con una scultura lignea policroma raffigurante San Maurizio a cavallo, opera del settecento. Sulla mensa dell'altare sono collocate le sculture lignee argentate dei santi Proto e Gianuario, risalenti al XVII secolo. In seguito alle conseguenze di un restauro, le due statue appaiono oggi dorate; nella finta edicola de fastigio, una tela raffigurante "Il seppellimento del Cristo" ricorda l'originaria intitolazione della chiesa. Le restanti due cappelle presentano altari e ornamenti in stile rococò. Vennero realizzate entrambe tra gli anni settanta e ottanta del XVIII secolo, per volere di don Francesco Brunengo, conte di Monteleone, il cui stemma campeggia sopra gli archi delle due cappelle. Quella a sinistra, dedicata a san Francesco di Paola, custodisce il simulacro ligneo del titolare, settecentesco, e quello della Madonna del Pilar, seicentesco, proveniente da Santa Elisabetta. A destra si trova invece la cappella della Pietà, con la statua lignea della "Pietà" databile alla metà del XVIII secolo, verosimilmente opera del noto scultore Giuseppe Antonio Lonis. La statua raffigura la Madonna piangente, con il cuore trafitto da uno spadino d'argento, che tiene nel grembo il corpo di Gesù appena calato dalla croce che si erge alle sue spalle. Un simulacro simile, ascrivibile al medesimo artista, è conservato nella sacrestia sinistra della vicina Chiesa Cattedrale di San Nicola.
Il tempio ospita anche altre opere d'arte, quali due stendardi processionali, uno dei quali datato 1826 è firmato "Gaetano Basso"; e un tronetto per l'esposizione del Santissimo Sacramento, in legno dorato, d'area veneta o austriaca, risalente alla fine del settecento.